# Wiktor Malinowski (Pokerspieler)
Wiktor „limitless“ Malinowski (* 2. August 1994 in Minsk, Belarus) ist ein professioneller polnisch-belarussischer Pokerspieler und ehemaliger Handballspieler. Er gewann 2021 den Super High Roller Bowl Europe.

## Handballkarriere
Malinowski, dessen Vater Aljaksandr mit SKA Minsk Ende der 1980er-Jahre den europäischen Handball dominierte, spielte selbst in der Jugend der HSG Wetzlar und anschließend für die Jugend von Vive Kielce sowie den tschechischen Zweitligisten HC Náchod. In der Saison 2015/16 lief er in 13 Ligaspielen für den deutschen Drittligisten HSV Bad Blankenburg auf.

## Pokerkarriere
Malinowski erlitt im Alter von 18 Jahren eine Knieverletzung und kam während dieser Zeit erstmals mit Poker in Berührung. Er spielt auf der Onlinepoker-Plattform PokerStars unter dem Nickname limitless und nutzt bei GGPoker seinen echten Namen. Der Pole begann mit dem Spielen von Freerolls, bevor er sich kontinuierlich bei den Einsätzen nach oben spielte. Mittlerweile gilt er als einer der weltweit besten Cash-Game-Spieler der Variante No Limit Hold’em. Im September 2018 gewann Malinowski das 25.000 US-Dollar teure High Roller Turbo der World Championship of Online Poker mit einer Siegprämie von 726.000 US-Dollar. Auf dem Onlinepokerraum Natural8 gewann er im August 2020 in einer Cash-Game-Hand gegen den Australier Michael Addamo einen Pot in Höhe von 842.000 US-Dollar, der dem bis dahin größten Pot online entsprach. Malinowski nimmt auch gelegentlich an renommierten Live-Turnieren teil. Er spielt fast ausschließlich Super-High-Roller-Events, d. h. Turniere mit Buy-ins von umgerechnet mindestens 50.000 US-Dollar.
Seine erste Live-Geldplatzierung erzielte Malinowski im April 2017 beim Main Event der partypoker Millions Dusk Till Dawn in Nottingham. Ende April 2019 belegte er bei der European Poker Tour in Monte-Carlo den mit rund 265.000 Euro dotierten siebten Platz beim Super High Roller und wurde im Main Event Zehnter, was ihm über 50.000 Euro einbrachte. Beim Main Event der Triton Poker Series in London belegte er Anfang August 2019 den 17. Platz, der mit 192.000 Britischen Pfund bezahlt wurde. Im März 2020 wurde der Pole beim vierten Turnier der partypoker Live Millions Super High Roller Series in Sotschi Siebter und sicherte sich 112.500 US-Dollar. Auf dem Onlinepokerraum GGPoker lieferte er sich im März 2021 unter dem Namen „Face-off Challenge“ vier Heads-Up-Duelle mit dem deutschen Pokerspieler Fedor Holz. Er unterlag ihm mit einem Verlust von rund 90.000 US-Dollar. Anfang September 2021 gewann Malinowski im nordzyprischen Kyrenia den 250.000 US-Dollar teuren Super High Roller Bowl Europe und damit sein erstes Live-Turnier überhaupt. Dafür setzte er sich gegen ein Feld von 41 Teilnehmern durch und erhielt eine Siegprämie von 3,69 Millionen US-Dollar. An gleicher Stelle belegte der Pole im September 2022 beim Main Event der Triton Series den mit rund 1,2 Millionen US-Dollar dotierten dritten Rang.
Insgesamt hat sich Malinowski mit Poker bei Live-Turnieren mehr als 6,5 Millionen US-Dollar erspielt und ist damit der erfolgreichste polnische Pokerspieler.